# Allianz Riviera
Allianz Riviera (Stade de Nice)er et multifunktionsstadion, i den franske by Nice, det ligger i Saint-Isidore kvarteret. Det anvendes til rugby og fodbold, OGC Nice fra den bedste franske fodboldrækker har hjemmebane på stadionet.
Der er plads til 35.624 tilskuere. Stadionet var et af 10 der blev benyttet til, Europamesterskabet i fodbold 2016.
Den officielle åbning fandt sted d. 22. september 2013 med fodboldkampen mellem Nice og Valenciennes. Byggepladsen fik 18. oktober 2011 besøg af Nicolas Sarkozy

## Faciliteter
- Et multifunktions stadion, med plads til 35.624 tilskuere specielt beregnet til fodboldkampe, men kan også bruges til rugbykampe, åbning af seminarer, koncerter og andre store begivenheder.
- Det nationale sportsmuseum har 3.000 m2 udstillingsrum på flere etager.
- Et forretningscenter med 29.000 m2 kontorer i stadionets kælder.
- 1.450 underjordiske parkeringspladser med en park ovenpå på 3 ha.

## Tidsplan
- 29. oktober 2010 – Offentlig høring afsluttet .
- 10. december 2010 – Udnævnelse af vinderprojektet.
- December 2010 – Bestilling af byggetilladelse.
- Juni 2010 – Opnåelse af byggetilladelse.
- Juli 2011 – Arbejdet påbegyndes.
- Byggeperiode: 24 måneder.
- Leveringsdato: 30. juni 2013.
- Indvielse: 22. september 2013.

## Brug
Stadionnet er hjemmebane for fodboldkluben OGC Nice.
Rugbykluben RC Toulon spiller nogle af deres højtprofilerede kampe her, som f.eks. mod Stade Français i maj 2014.
På Allianz Riviera blev der spilet tre gruppekampe og en ottendedelsfinale under EM i fodbold i 2016.

## Billeder fra byggeriet
- Byggepladsen i oktober 2011
- Byggepladsen i april 2012
- Udsigt over byggepladsen 3. november 2012